# الشراوي (جحانة)

تعديل مصدري - تعديل

الشراوي هي إحدى قرى عزلة اليمانية السفلى بمديرية جحانة التابعة لمحافظة صنعاء، بلغ تعداد سكانها 562 نسمة حسب تعداد اليمن لعام 2004.